# 小行星52665
小行星52665（52665 Brianmay）是一颗绕太阳运转的小行星，为主小行星带小行星。该小行星于1998年1月19日发现。
該小行星以皇后樂團的吉他手，同時也是天體物理學家的布賴恩·梅命名。

## 轨道参数
小行星52665的轨道半长轴为448 586 626 km，2.9985737 UA，离心率为0.135。